# Soprano sfogato
Mit soprano sfogato wurde vorwiegend im 19. Jahrhundert ein Stimmfach der Frauenstimme im späten Belcanto-Repertoire bezeichnet, das durch einen ungewöhnlich großen Tonumfang gekennzeichnet ist, der ausgehend von einer fülligen tieferen Lage (Alt oder Mezzosopran) bis zur hohen Sopranlage reicht. Typisch sind außerdem eine große stimmliche Flexibilität und ein starker dramatischer Ausdruck.

## Geschichte
Das italienische Wort „sfogato“ führt leicht zu Missverständnissen. Es ist von dem Verb „sfogare“ abgeleitet und wurde in einem italienisch-englischen Wörterbuch von 1816 mit „exhaled, evaporated, vented, allayed“ (deutsch etwa „ausgeatmet, verdunstet, entlüftet, beschwichtigt“) übersetzt. In der Instrumentalmusik (beispielsweise bei Chopin) ist damit ein „luftiger“ oder „leichter“ Ausdruck gemeint. Bei Sängern wurde es gelegentlich mit „unlimited“ („unbegrenzt“) übersetzt, womit allerdings nicht ein unendlicher Tonumfang gemeint war, sondern analog zum Begriff senza impedimento eher ein offenes Freiluftareal. Da diese Übersetzungen hier nicht zielführend sind, schlug Jeffrey Snider vor, es bei der Hauptbedeutung „vented“ (‚entlüftet‘) oder „poured out“ (‚herausgeströmt‘) zu belassen.
Bis in die 1840er Jahre wurden die weiblichen Gesangsstimmen üblicherweise nur grob in Alt und Sopran aufgeteilt. Der Begriff „Mezzosopran“ wurde erstmals von Johann Joachim Quantz zur Kennzeichnung der Stimme von Faustina Bordoni verwendet und bezeichnete eine Stimme mit einem (beidseitig erweiterbaren) Ambitus von a oder h bis g’’, während eine typische Sopranstimme damals einen Umfang von c’ bis g’’ aufwies (bezogen auf den damaligen tieferen Kammerton). Obwohl bereits Mozart Partien für die mittlere Lage komponierte, setzte sich diese Bezeichnung erst Mitte des 19. Jahrhunderts durch, als Gaetano Donizetti und Giuseppe Verdi immer anspruchsvollere Musik für mittlere Frauenstimmen komponierten. Der dramatischen Ausdruckskraft wegen ließen diese Partien auch das hohe Register nicht aus. Verdis Mezzo-Partien konnten beispielsweise bis zum h’’ oder c’’’ reichen. Obwohl die meisten dieser Rollen heute üblicherweise von Sopranen gesungen werden, haben leichtere Stimmen Schwierigkeiten, sich in der tieferen Lage gegen ein großes Orchester durchzusetzen. Die historischen Sängerinnen, die solche Partien auf ideale Weise interpretieren konnten, wurden als soprani sfogati bezeichnet. Jürgen Kesting nannte sie „erweiterte Soprane, die ihre Mezzo-Stimmen in der hohen Lage auszudehnen verstanden“.
Anfang des 19. Jahrhunderts wurde der Begriff soprano sfogato auf die bedeutendsten Sängerinnen von Hauptrollen der Opern Bellinis, Rossinis oder Donizettis angewandt, die sich durch ungewöhnlich großen Tonumfang und Stimmkraft auszeichneten.
Entgegen einigen modernen Autoren wurde in der Belcanto-Epoche jedoch deutlich zwischen einem soprano sfogato und einem mezzosoprano unterschieden. So schreibt ein italienischer Autor 1850 (offenbar über einige hohe Noten in einer Opernrolle): „Da leiden schon die soprani sfogati ganz immens, stellt Euch vor wie sehr die Mezzosoprane leiden, die die Noten mit Elan („di slancio“) nehmen und nicht darauf und darüber bleiben können und dürfen.“ (La Fama (FA), 20. Juni 1850, S. 183–184).
Ein französischer Autor in der Revue des deux mondes von 1841 meint, der Ambitus eines soprano sfogato betrage zwei Oktaven „und seine größte Kraft liegt gewöhnlich zwischen c und e’’’ “ (sic!) („… et sa puissance réside d’ordinaire entre l’ut et le mi suraigu…“) – verglichen mit dem Tonumfang von g bis e’’ und dem Schwerpunkt zwischen h und a’ einer Altstimme.:603 Derselbe Autor unterscheidet von diesen beiden Stimmen die Mezzosoprane, die seiner Meinung nach einen Umfang von d bis a’’ haben („…les mezzo-soprani, qui, bien qu’ils ne s’étendent que du ré au la,…“), aber, je nachdem ob es sich um hohe oder tiefe Mezzosoprane handele, „mit mehr oder weniger Glück“ darunter oder darüber noch einige Noten erreichen könnten.:603 Es gehe jedoch bei der Einstufung einer Stimme gar nicht bloß um den Umfang, sondern um die „Qualität des Tons, die Freiheit mit der gewisse Noten hervorgebracht werden“.:603 Als Beispiel definierte der Autor die Stimme von Sophie Löwe als einen hohen Mezzosopran mit Schwerpunkt von d bis a’’, auch wenn ihr Umfang sowohl darunter in den Alt-Bereich wie darüber in den Bereich eines soprano sfogato reiche.:603 Interessanterweise stuft derselbe Autor Maria Malibran, entgegen heute weitverbreiteter Meinung, nicht als soprano sfogato ein, sondern, zusammen mit ihrer Schwester Pauline Viardot-García, als sogenannten sopran-e-contralto, also eine Stimme, die Alt und Sopran umfasst.:602
Bereits Mitte des Jahrhunderts gab es Missverständnisse und kontroverse Diskussionen über den Begriff. Einige Autoren setzen ihn mit „soprano acuto“ (‚hoher Sopran’) gleich, während andere zwischen den beiden Stimmfächern differenzierten. Ungefähr zu derselben Zeit begann sich auch die Bezeichnung „Mezzosopran“ durchzusetzen. Gegen Ende des 18. Jahrhunderts wurde der Begriff soprano sfogato auch abwertend eingesetzt. Im frühen 20. Jahrhundert gab es die Bezeichnung acuto sfogato für besonders hohe Soprane. Ab der Mitte des 20. Jahrhunderts beschrieben verschiedene Autoren den soprano sfogato als Mezzosopran mit erweiterter hoher Lage.
Zeitgenössischen Quellen zufolge galten die damaligen soprani sfogati als außergewöhnliche Sängerinnen, die sich sowohl durch schöne Klangfarbe, als auch großen Tonumfang, dramatischen Fähigkeiten und Flexibilität auszeichneten. Eine britische Zeitung beschrieb die Stimmen von Adelaide Tosi und Giulia Grisi 1832 als „veredelten und infolgedessen gedämpften Sopran“ („a refined, and consequently attenuated, treble“) und verglich sie mit der eines „musico“ (Kastraten). Ihre extreme Reinheit und Zartheit befähige sie sowohl zu fehlerfreien schnellen Passagen als auch zu sinnlichem, aber dennoch vergeistigtem Schmachten („its extreme purity and delicacy enables it at one time to wend its way deftly and unerringly through the most fluttering passage, and at another to breathe forth meaning tones which sink upon the heart with the gendle burden of that voluptuous, yet spiritual langour[…]“). Ein anonymer Autor mit dem Pseudonym „Italian in Italy“ bemerkte 1865 in einem Brief an den Herausgeber der Musical World, dass die Stimme von Adelina Patti mit außergewöhnlicher Leichtigkeit zur höchsten Lage hinauf- und mit derselben Klarheit und Mühelosigkeit zur Alt-Lage hinabstieg („It goes up, with extraordinary ease, to the highest compass of the human voice, and descends with equal clearness of sound and facile execution to the fine contralto notes—a precious gift, bestowed only on the favoured daughters of Heaven“).
Seit dem Einzug der moderneren Stimmfächer geriet der Begriff allmählich außer Mode und wird nur noch gelegentlich für auf Belcanto-Heldinnen spezialisierte Sängerinnen verwendet. Die einzige Sängerin des 20. Jahrhunderts, die übereinstimmend als soprano sfogato charakterisiert wurde, war Maria Callas. Nicholas Petsalis-Diomidis verglich sie mit Maria Malibran und Giuditta Pasta, die ihre Laufbahn als Altistinnen begonnen hätten und sich die höheren Register mühsam antrainieren mussten.

## Partien
Jeffrey Snider nennt in seiner Abhandlung In Search of the Soprano Sfogato die folgenden Partien:
- Titelrolle in Semiramide von Gioachino Rossini (1823, Isabella Colbran)[A 7]
- Imogene in Il pirata von Vincenzo Bellini (1827, Henriette Méric-Lalande)
- Alaide in La straniera von Vincenzo Bellini (1829, Henriette Méric-Lalande)
- Titelrolle in Anna Bolena von Gaetano Donizetti (1830, Giuditta Pasta)
- Amina in La sonnambula von Vincenzo Bellini (1831, Giuditta Pasta)
- Titelrolle in Norma von Vincenzo Bellini (1831, Giuditta Pasta)
- Titelrolle in Beatrice di Tenda von Vincenzo Bellini (1833, Giuditta Pasta)
- Titelrolle in Lucrezia Borgia von Gaetano Donizetti (1833, Henriette Méric-Lalande)

Eine detaillierte Beschreibung der Charakteristika eines ähnlichen Stimmfachs findet sich in Geoffrey S. Riggs’ Buch The Assoluta Voice in Opera, 1797–1847. Riggs wählte hier den Begriff soprano assoluta anstelle von soprano sfogato und beschränkte sich daher nicht auf die historisch als letztere bezeichneten Partien. Er nannte insgesamt 65 Werke von Christoph Willibald Glucks Alceste bis Alban Bergs Lulu. Außer einigen der bereits oben genannten (Anna Bolena und Norma) beschrieb er die folgenden soprano-assoluta-Partien im Detail:
- Titelrolle in Medée von Luigi Cherubini (1797)
- Titelrolle in Armida von Gioachino Rossini (1817)
- Reiza in Oberon von Carl Maria von Weber (1826)
- Titelrolle in Gemma di Vergy von Gaetano Donizetti (1834)
- Elizabetta in Roberto Devereux von Gaetano Donizetti (1837)
- Abigaille in Nabucco von Giuseppe Verdi (1842)
- Lady Macbeth in Macbeth von Giuseppe Verdi (1847)

## Bedeutende Sängerinnen
Die folgenden Sängerinnen wurden zu ihrer Zeit als soprani sfogati bezeichnet.
19. Jahrhundert
- Giuditta Pasta (1797–1865)
- Henriette Méric-Lalande (1798–1867)
- Adelaide Tosi (1800–1859)
- Henriette Sontag (1806–1854)
- Maria Malibran (1808–1836)
- Eugenia Tadolini (1809–1872)
- Giulia Grisi (1811–1869)
- Teresa Brambilla (1813–1895)[8]
- Adelina Patti (1843–1919)

20. Jahrhundert
- Maria Callas (1923–1977)
- Renata Scotto (1934–2023)
- Shirley Verrett (1931–2010)